# Flagstone Bench
Flagstone Bench (englisch für Steinplattenbank) ist eine große, von Bruchstücken aus plattigem Sandstein übersäte, felsige Geländestufe im ostantarktischen Mac-Robertson-Land. In den Prince Charles Mountains flankiert sie die südöstlichen Ufer des Radok Lake und des Beaver Lake.
Teilnehmer der Australian National Antarctic Research Expeditions nahmen 1957 eine Vermessung vor Ort vor. Das Antarctic Names Committee of Australia (ANCA) gab der Formation den ihrem Erscheinungsbild entsprechenden Namen.